# Bachia scolecoides
Bachia scolecoides (бахія Ванзоліні) — вид ящірок родини гімнофтальмових (Gymnophthalmidae). Ендемік Бразилії.

## Поширення і екологія
Бахії Ванзоліні мешкають в штаті Мату-Гросу. Вони живуть в перехідній зоні між саванами серрадо і тропічними лісами Амазонії.